# Đại học Bách khoa Ivanovo
Đại học Bách khoa Ivanovo (tiếng Nga: Ивановский государственный политехнический университет, viết tắt ИВГПУ, chuyển tự IVGPU) là cơ sở giáo dục đại học nằm ở thành phố Ivanovo,  được thành lập theo quyết định số 995 ngày 28 tháng 11 năm 2012 của Bộ Giáo dục và Khoa học Liên bang Nga thông qua việc sáp nhập Đại học Kiến trúc và Xây dựng Ivanovo với Học viện Dệt may quốc gia Ivanovo.

## Lịch sử hình thành và phát triển
Đại học Bách khoa Ivanovo được thành lập dựa trên sự sáp nhập của Đại học Kiến trúc và Xây dựng Ivanovo với Học viện Dệt may quốc gia Ivanovo – hai cơ sở giáo dục có bề dày kinh nghiệm và truyền thống được thành lập hơn 1 nửa thế kỷ trước.
Đại học Bách khoa Ivanovo (IVGPU) là trường đại học trẻ tuổi nhất của Tỉnh Ivanovo. Ngay từ khi được thành lập vào năm 2012 trường đã tiếp tục phát triển theo truyền thống của Viện Bách khoa Ivanovo-Voznesensk được sáng lập vào năm 1918 theo sáng kiến của M.V. Frunze. 
Tăng khả năng cạnh tranh và chất lượng giáo dục - đây chính là mục tiêu kiên định của trường sau khi được thành lập từ việc sáp nhập. Cải thiện việc đảm bảo các nguồn tài nguyên, xây dựng đội ngũ cán bộ và tiềm lực khoa học, tối đa hóa một cách tốt nhất có thể theo thực tế của nền kinh tế và sử dụng lao động trong khu vực đã trở thành động lực chính của trường về tăng trưởng. Trường đã cho thấy sự tăng trưởng ổn định của mọi lĩnh vực. Bằng chứng của sự tăng trường đó chính là kết quả của việc giám sát hàng năm của Bộ về hiệu quả hoạt động của các trường và chỉ số xếp hạng uy tín. 

## Ý tưởng về sự hình thành
Giáo dục có hệ thống và tạo các điều kiện tốt nhất có thể cho việc đào tạo nhân lực có trình độ để triển khai các chiến lực tổng thể và các ý tưởng hợp lực trong phát triển kinh tế-xã hội của khu vực. 
Tiếp tục trong vai trò là người kế thừa truyền thống của Viện Bách khoa Ivanovo-Voznesensk để đảm bảo tính liên tục của lịch sử hình thành và phát triển từ trước. 
Tính liên tục trong đào tạo và giáo dục của trường như một hệ thống giáo dục có khả năng đào tạo những nhân lực chuyên nghiệp ở mọi cấp độ, bao gồm trung cấp, đại học và cao hơn (cử nhân và thạc sĩ), giáo dục nghề nghiệp, đào tào nhân lực có trình độ chuyên môn cao thông qua các chương trình đào tạo tiến sĩ và giáo sư. 
Bộ Giáo dục và Khoa học Nga đã bổ nhiệm Rumyantsev Evgeny Vladimirovich giữ chức Quyền Hiệu trưởng trường Đại học Bách khoa Ivanovo từ ngày 24 tháng 4 năm 2018. Người tiền nhiệm của ông là Robert Mishaevich Aloyan.

## Chiến lược phát triển
Sứ mệnh của trường là tạo ra nền tảng kiến thức mới, nâng cao năng lực phạm vi hoạt động, sáng tạo và triển khai các sáng kiến, đào tạo các chuyên gia có chuyên môn tốt đảm bảo sự phát triển khoa học, công nghệ và kinh tế-xã hội của tỉnh Ivanon nói riêng và nước Nga nói chung. 
	Mục tiêu chiến lược của Trường là phát triển như một trường đại học nghiên cứu doanh nghiệp thông qua cách chuyển đổi các hoạt động cốt lỡi và giới thiệu các giải pháp kinh tế, cũng như quản lý mới như các công cụ để đảm bảo khả năng cạnh tranh độc lập. 
	Mục tiêu mô hình phát triển Trường được xác định là sự chuyển đổi sang mô hình chủ động, phấn đấu đạt chuẩn Đại học 3.0. Mục tiêu được đưa ra dựa trên các đánh giá khách quan về hiệu quả hoạt động và định hướng các nguồn lực sau:
Thứ nhất, hình thành các điều kiện cho việc đào tạo các sinh viên có năng lực cạnh tranh tốt, có thể tạo ra các sản phẩm khoa học sáng tạo chuyên sâu và có nhu cầu trong các điều kiện của nền kinh tế sáng tạo; 
Thứ hai, tạo ra các điểm tăng trưởng, đảm bảo sự hình thành các sáng kiến và thu hút đầu tư từ việc thực hiện các sáng kiến đó; 
Thứ ba, đảm bảo sự liên kết thông suốt với môi trường, thị trường bên ngoài trong các lĩnh vực hoạt động.

## TRUNG TÂM DỊCH VỤ TƯ VẤN VÀ KỸ THUẬT CHO NGÀNH CÔNG NGHIỆP NHẸ VÀ DỆT MAY
Trung tâm được thành lập vào năm 2014, là kết quả của việc tổ chức lại Cơ quan quản lý hoạt động đổi mới của Trường. Cùng năm, Trung tâm đã giành được chiến thắng tại cuộc thi mở rộng do Bộ Công thương và Bộ giáo dục khoa học tổ chức để cung cấp các dự án hỗ trợ thí điểm nhà nước về thành lập và phát triển các trung tâm tư vấn dịch vụ và kỹ thuật tâm tại các cơ sở giáo dục đại học.

## CƠ SỞ HẠ TẦNG
Cơ sở hạ tầng của trường bao gồm:
5 tòa nhà giảng dạy
2 ký túc xá sinh viên
Thư viện chính
Kho sách có hơn 1 triệu mục lưu trữ
Tổ hợp các khuôn viên thể thao
Nhà nghỉ dưỡng tại thị trấn Plyos

## SINH VIÊN VÀ GIẢNG VIÊN
Trường có hơn 3000 sinh viên đến từ 21 khu vực của Liên bang Nga và 17 quốc gia, có hơn 250 giảng viên tham gia giảng dạy và hơn 85% trong số đó là thạc sĩ, giáo sư.
CÁC NGÀNH ĐÀO TẠO
Sinh viên của Trường được đào tạo theo các chương trình giáo dục trong một số lĩnh vực sau:
Đào tạo theo các chương trình giáo dục đại học – chương trình cử nhân hoặc chuyên gia:
CỬ NHÂN (Hình thức đào tạo: Chính quy)
Mã các ngành đào tạo:
07.03.01      Kiến trúc
08.03.01      Xây dựng
09.03.02      Các hệ thống thông tin và công nghệ
11.03.01      Kỹ thuật vô tuyến
15.03.02      Máy móc và thiết bị công nghệ
20.03.01      An toàn công nghệ
22.03.01      Công nghệ vật liệu và khoa học vật liệu
23.03.01      Công nghệ quy trình vận chuyển
27.03.01      Quản lý chất lượng
28.03.02      Kỹ thuật Nano
29.03.02      Công nghệ và thiết kế hàng dệt
38.03.01      Kinh tế
38.03.02      Quản lý
38.03.05      Tin học kinh doanh
38.03.07      Thương phẩm học
38.03.10      Cơ sở hạ tầng và nhà ở
54.03.01      Thiết kế
54.03.03      Nghệ thuật trang phục và dệt may
CỬ NHÂN (Hình thức đào tào: Chính quy và tại chức)
07.03.01      Kiến trúc
08.03.01      Xây dựng
09.03.02      Các hệ thống thông tin và công nghệ
29.03.05      Thiết kế các sản phẩm công nghiệp nhẹ
38.03.01      Kinh tế
38.03.02      Quản lý
38.03.05      Tin học kinh doanh
38.03.10      Cơ sở hạ tầng và nhà ở
CỬ NHÂN (Hình thức đào tạo: Tại chức)
08.03.01      Xây dựng
11.03.01      Kỹ thuật vô tuyến
15.03.04      Tự động hóa quy trình công nghệ và sản xuất
23.03.02      Tổ hợp công nghệ giao thông mặt đất
23.03.03      Vận hành máy móc và tổ hợp công nghệ – vận tải
38.03.01      Kinh tế
38.03.02      Quản lý
38.03.07      Thương phẩm học
38.03.10      Cơ sở hạ tầng và nhà ở
Chuyên gia (Hình thức đào tạo: Chính quy)
38.05.02      Hải quan
Chuyên gia (Hình thức đào tạo: Tại chức)
08.05.02      Xây dựng, vận hành, phục hồi và kỹ thuật phủ đường cao tốc, cầu và đường hầm
20.05.01      An toàn cháy nổ
Thạc sĩ (Hình thức đào tạo: Chính quy)
07.04.01      Kiến trúc
08.04.01      Xây dựng
15.04.02      Máy móc và thiết bị công nghệ
15.04.04      Tự động hóa quy trình công nghệ và sản xuất
23.04.03      Vận hành máy móc và tổ hợp công nghệ – vận tải
27.04.01      Tiêu chuẩn hóa và đo lường
27.04.02      Quản lý chất lượng
29.04.02      Công nghệ và thiết kế hàng dệt may
29.04.05      Thiết kế các sản phẩm công nghiệp nhẹ
38.04.01      Kinh tế
38.04.02      Quản lý
Thạc sĩ (Hình thức đào tạo: Chính quy và tại chức)
08.04.01      Xây dựng
38.04.01      Kinh tế
38.04.02      Quản lý
38.04.06      Kinh doanh thương mại
38.04.07      Thương phẩm học
Thạc sĩ (Hình thức đào tạo: Tại chức)
08.04.01      Xây dựng
38.04.01      Kinh tế
38.04.02      Quản lý
CHƯƠNG TRÌNH ĐÀO TẠO SAU ĐẠI HỌC
Mã các ngành đào tạo:
08.06.01      Kỹ thuật và công nghệ xây dựng
15.06.01      Kỹ thuật cơ khí
18.06.01      Công nghệ hóa học
29.06.01      Công nghệ công nghiệp nhẹ
CHƯƠNG TRÌNH ĐÀO TẠO TRUNG HỌC CHUYÊN NGHIỆP
Đào tạo công nhân lành nghề, nhân viên, hình thức đào tạo chính quy (Viện dạy nghề của Trường đại học sư phạm)
Mã các ngành đào tạo:
08.01.08      Thợ hoàn thiện và xây dựng công trình
15.01.05      Thợ hàn (hàn điện và hàn khí)
23.01.17      Thợ sửa chữa và bảo dưỡng xe hơi
29.01.08      Thợ điều hành thiết bị may
Đào tạo chuyên gia trung cấp, hình thức đào tạo chính quy (Viện dạy nghề của Trường đại học sư phạm)
08.02.01      Xây dựng và vận hành các tòa nhà và công trình
15.02.01      Lắp đặt và vận hành kỹ thuật thiết bị công nghiệp
23.02.03      Bảo dưỡng và sửa chữa vận tải ô tô
Đào tạo chuyên gia trung cấp, hình thức đào tạo chính quy và tại chức (Cơ sở của Trường đại học sư phạm tại thành phố Vichuga)
15.02.01      Lắp đặt và vận hành kỹ thuật các thiết bị công nghiệp (nhiều ngành)
15.02.07      Tự động hóa quy trình công nghệ và sản xuất
29.02.04      Thiết kế, mô hình hóa và công nghệ hàng may mặc
29.02.05      Công nghệ sản phẩm dệt (theo các loại)
38.02.01      Kinh tế và kế toán (nhiều ngành)
38.02.04      Thương mại (nhiều ngành)

## HỘI ĐỒNG LUẬN ÁN
Bảo vệ luận án thạc sĩ và tiến sĩ được triển khai bởi hai hội đồng luận án chuyên ngành (trong bảng xếp của hội đồng chấm luận án năm 2016 của LB Nga, hội đồng chấm về lĩnh vực khoa học xây dựng chiếm vị trí thứ 6 trong số 46)

## HOẠT ĐỘNG NGHIÊN CỨU KHOA HỌC
Hoạt động nghiên cứu khoa học ở trường đại học được thực hiện trong phạm vi 19 lĩnh vực khoa học chung, có liên quan với những lĩnh vực ưu tiên để phát triển khoa học, công nghệ và kỹ thuật ở LB Nga.
Cơ sở hạ tầng khoa học và đổi mới công nghiệp của trường Đại học Bách khoa bang Ivanovo bao gồm:
5 trung tâm khoa học và giáo dục được thành lập với sự hợp tác của các công ty sản xuất và Viện Hóa học thuộc Viện hàn lâm khoa học Nga;
3 doanh nghiệp nhỏ sáng tạo;
Hàng chục phòng thí nghiệm khoa học;
Nhà xuất bản tư nhân, nơi in ấn;
Khu phức hợp các trung tâm triển lãm, bảo tàng và tài nguyên.

## "THÀNH PHỐ SINH VIÊN"
xxxxnhỏ]]Việc sắp xếp chỗ ở trong ký túc xá được thực hiện theo sử chỉ đạo của các Viện thuộc Trường đại học. Hàng năm việc sắp xếp được triển khai theo chỉ thị của Giám đốc trường đại học.
Ưu tiên giải quyết chỗ ở cho các sinh viên ngoại tỉnh.
Các thí sinh trúng tuyển và người đi cùng trong quá trình làm thủ tục nhập học sẽ được cung cấp nơi ở tạm trú. Những người thân đến thăm sinh viên và đã nhận được sự cho phép từ quản ký của ký túc xá thì trong thời gian lưu trú lại sẽ được sắp xếp chỗ ở tạm thời với mức giá bình dân.

## NHÀ NGHỈ DƯỠNG
Nhà nghỉ dưỡng của trường đại học làm việc quanh năm và tiếp nhận sinh viên, cán bộ của trường đến để học tập cũng như nghỉ ngơi. Nhà nghỉ dưỡng có thể tiếp nhận tối đa 40 người đến nghỉ ngơi cùng 1 lúc.
Nhà nghỉ dưỡng nằm ở tỉnh Ivanovski (thị trấn Plyos, đường Kalina, số 2).
Khu nghỉ dưỡng gồm có: một tòa nhà 2 tầng, bếp, nhà vệ sinh đầy đủ tiện ích, nhiều cây xanh. Ngoài ra còn có nơi để chơi bóng bàn, bida, cho thuê dụng cụ thể thao, thư viện.

Điểm hấp dẫn: nhà nghỉ dưỡng nằm ở thị trấn Plyos – một vùng đất đẹp như tranh vẽ và là một trong những trung tâm du lịch chính của tỉnh Ivanovo. Đây là một thị trấn kỳ diệu và tuyệt vời, một nơi có nhiều bản sắc riêng. Với dòng sông Volga hiền hòa, khí hậu mát mẻ và phong cảnh tuyệt đẹp đã khiến nơi đây trở thành một điểm hấp dẫn về du lịch và văn hóa. Các họa sĩ thích đến đây để sáng tác. Tại đây cũng diễn ra Lễ hội thời trang toàn Nga "Plyos trên dòng Volga. Nhuộm sắc vàng" – một lễ hội rất rực rỡ và hoành tráng. Ngoài ra nơi đây cũng thường tổ chức các diễn đàn doanh nghiệp và hội thảo khoa học.

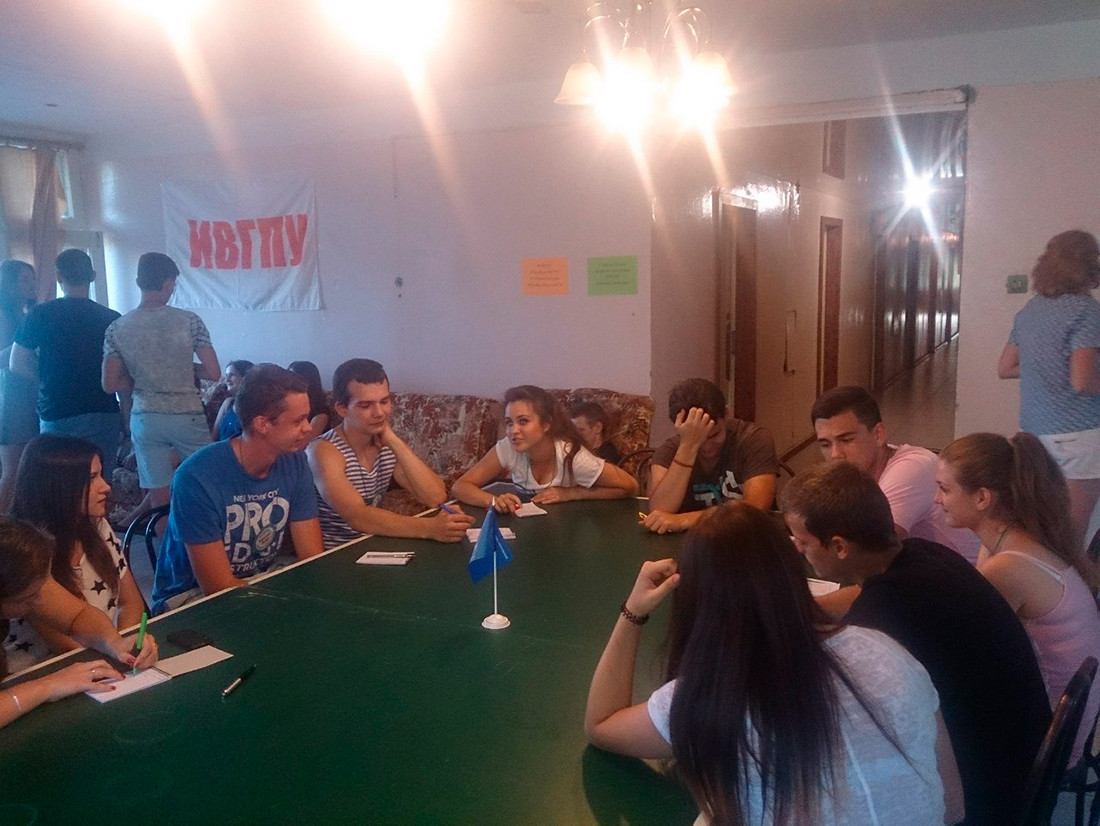
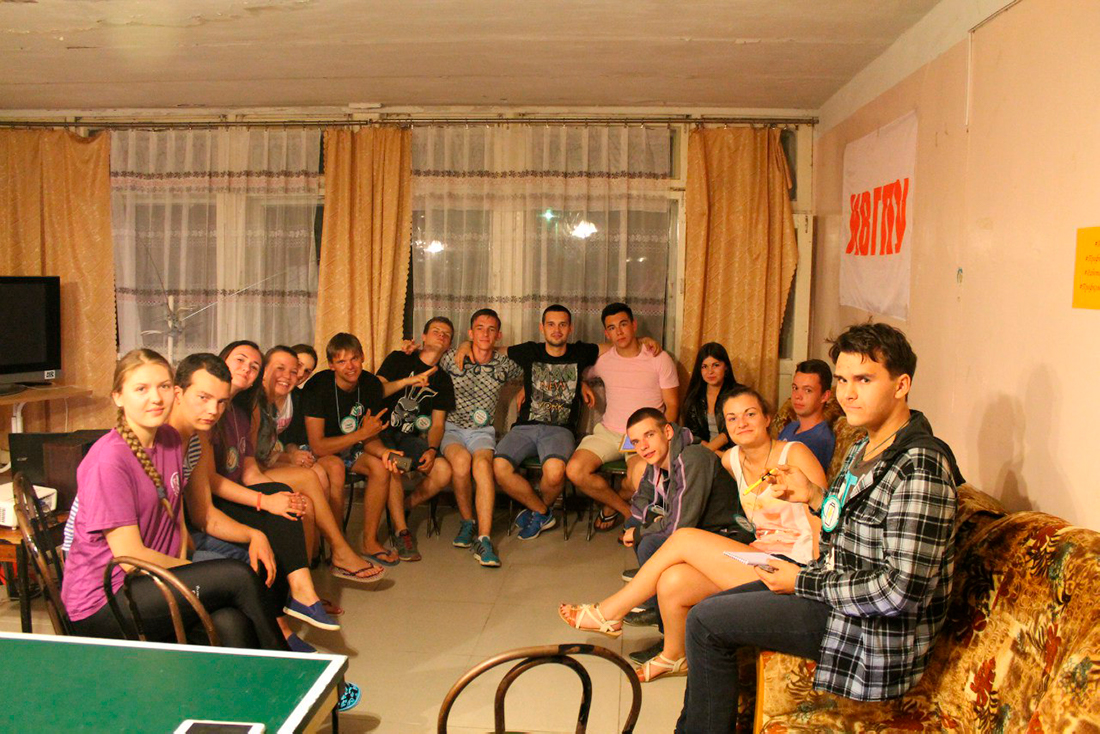

- Tập tin:Tập

## HỘI THẢO KHOA HỌC
Diễn đàn quốc tế khoa học thực tiễn "SMARTEX" nổi tiếng được tổ chức từ năm 1998 bởi sự phối hợp của Viện hóa học – Viện Hàn lâm khoa học Nga, và vào năm 2017 đã diễn ra các hoạt động của Hội nghị triển lãm thống nhất nằm trong chương trình của Hội liên hiệp các nhà doanh nghiệp dệt và công nghiệp nhẹ Nga.
Trong khuôn khổ lễ hội của tỉnh "Khoa học trẻ – thúc đẩy phát triển tỉnh Ivanovo tại trường đã tổ chức Hội nghị khoa học kỹ thuật liên vùng dành cho thanh niên (với sự tham gia của các thanh niên quốc tế) với chủ đề "Những nhà khoa học trẻ  – phát triển các sáng kiến công nghệ quốc gia" ("Tìm kiếm") và Hội thảo khoa học – thực tiễn liên khu vực với chủ đề "Nguồn gốc của các vấn đề kinh tế và xã hội của các đối tượng kinh tế thị trường ở Nga". Trường cũng tổ chức Hội nghị khoa học – kỹ thuật hàng năm với chủ đề "Môi trường thông tin của trường đại học" để thảo luận các vấn đề áp dụng công nghệ thông tin trong các lĩnh vực giáo dục và công nghiệp.

## HOẠT ĐỘNG QUỐC TẾ
Hợp tác quốc tế là một hoạt động không thể thiếu của trường, là một yếu tố quan trọng để công nhận uy tín và củng cổ vị trí lãnh đạo của trường trong không gian khoa học và giáo dục toàn cầu. Các định hướng chính trong lĩnh vực quan hệ quốc tế là:
Đào tạo chuyên gia cho nước ngoài;
Mở rộng quan hệ song phương và đa phương cùng có lợi với các trường đại học nước ngoài, các trung tâm khoa học, các công ty sản xuất thông qua sự phát triển của trao đổi học thuật, thực hiện các nghiên cứu khoa học, hợp tác, tổ chức hội thảo khoa học, diễn đàn và hội thảo chuyên đề, tăng cường quan hệ văn hóa.xxxxnhỏ|thế=]]Trong giai đoạn 2010 – 2018, đại diện các trường đại học và trường phổ thông nổi tiếng trong và ngoài nước về thiết kế dệt may, quần áo đã nhiều lần chiến thắng và đoạt giải tại nhiều lễ hội thời trang quốc tế và toàn nước Nga.
Trong hoạt động quốc tế các hoạt động gắn liền với việc đào tạo các chuyên gia từ công dân ngoại quốc chiếm phần lớn. Tính đến thời điểm hiện tại trường đã có thỏa thuận hợp tác với hơn 50 trường đại học, hiệp hội và doanh nghiệp nước ngoài ở Châu Âu, Châu Mỹ, Châu Á, Châu Phi, Úc.xxxxnhỏ]]Hoạt động quốc tế của trường bao gồm:
Tham gia chương trình Tempus của Ủy ban của Cộng đồng Châu Âu (theo dự án "Xây dựng mạng lưới du lịch" của Khoa dịch vụ xã hội – văn hóa và du lịch Viện dệt may của trường. Đã thành lập trung tâm tài nguyên liên vùng để đào tạo, bồi dưỡng cán bộ cho ngành du lịch và khách sạn;
Viện Quản lý và Tổ chức sản xuất đã tham gia vào dự án "Học tập suốt đời và phát triển các công nghệ tiên tiến trong lĩnh vực tiết kiệm năng lượng và kiểm soát môi trường";
Tham gia chương trình "Immanuel Kant" do Đức và Bộ Giáo dục và Khoa học Nga tổ chức;
Tham gia vào chương trình "Quốc tế hóa giáo dục đại học" do Hội đồng Anh tổ chức;
Tham gia Diễn đàn công nghệ cao Nga – Trung lần thứ hai (tháng 11 năm 2017, Moscow);
Trung tâm dịch vụ tư vấn và kỹ thuật của ngành công nghiệp nhẹ và dệt may của trường có quan hệ đối tác với các công ty nước ngoài "LAROCHE SA" (Pháp), Công ty TNHH "Akroma Consulting GmbH" (Thụy Sĩ);
Mở Trung tâm diáo dục ngôn ngữ quốc tế tại trường;
Đại diện của trường trong giai đoạn năm 2014 – 2017 đã đến thăm các trung tâm giáo dục và nghiên cứu nước ngoài để tham gia vào các hội nghị, hội thảo, triển lãm quốc tế (Pháp, Đức, Đan Mạch, Ai Cập, Kazakhstan, các Tiểu Vương Quốc Ả Rập Thống Nhất, Thổ Nhĩ Kỳ, Pháp, Thụy Sĩ, Thụy Điển), đi thực tế (Đức và Pháp), đã tổ chức các tiết học và phụ đạo vvới sinh viên (Trung Quốc, Kazakhstan, Pháp), tham gia chung kết các cuộc thi quốc tế về thiết kế quần áo ở Trung Quốc.
Hợp tác với Trung Quốc chiếm một vị trí đặc biệt trong hoạt động quốc tế của trường đại học.
Triển khai việc đào tạo nhân lực, bao gồm cả trình độ tay nghề cao nhất trong trường dành cho ngành công nghiệp dệt may và ngành công nghiệp thời trang của Trung Quốc.

## TRUNG TÂM GIÁO DỤC NGÔN NGỮ QUỐC TẾ
Trung tâm giáo dục ngôn ngữ quốc tế của trường được thành lập trên cơ sở Khoa Ngoại ngữ nhằm đảm bảo cho sinh viên nước ngoài học tập, nghiên cứu tiếng Nga một cách tốt nhất.

## THƯ VIỆN
Thư viện có một vai trò quan trọng trong cấu trúc trường đại học, nhiệm vụ chính là: hỗ trợ thông tin về khoa học và giáo dục, hỗ trợ phát triển tâm hồn và văn hóa của cá nhân.
Thư viện này phục vụ hơn 12 nghìn bạn đọc. Hàng năm có khoảng 70 nghìn lượt đăng ký mượn sách.
Thư viện có tổng cộng hơn 1 triệu mục lưu trữ.

## MẠNG LƯỚI MÁY TÍNH
Nguồn thông tin được cung cấp bởi hơn 1000 máy tính, thống nhất từ một mạng của nhà trường và cung cấp tối ưu khả năng truy cập Internet. Ngoài ra còn có các lớp tin học văn phòng.

## NGHỆ THUẬT
xxxxnhỏ|Nhóm nhảy vũ Trụ "Phố"]]Sân khấu nghiệp dư của nghệ thuật trình diễn
Trường nhận đào tạo các học viên trong độ tuổi từ 15 đến 25 tuổi trong các lĩnh vực: kỹ thuật defile, nghệ thuật tạo hình, kỹ năng diễn xuất, chụp ảnh, kỹ thuật trang điểm, ...
Sau khi hoàn thành khóa học các học viên sẽ được cấp chứng chỉ.
Nhóm nhảy "thành phố vũ trụ"
Nhóm nhảy được thành lập năm 2015 tại trường đại học Bách khoa với sự hỗ trợ của Tổ chức Công đoàn sinh viên.

Mục tiêu của nhóm là hỗ trợ sinh viên tài năng và thu hút sinh viên tham gia vào các hoạt động sáng tạo.

## Liên kết
- http://ivgpu.com - trang web chính Thức của Volgograd nước Bách khoa Học
- http://ivgpu.com/abitur - vào trong sự mát-xcơ-va nước Bách khoa Học
- Kênh UGPU - YouTube
- UGPU cộng đồng trong Facebook
- Trang UGPU - Instagram
- Trang UGPU - Twitter
- Trang học Lái xe UGPU[liên kết hỏng] trong Facebook